# Big West Advertising

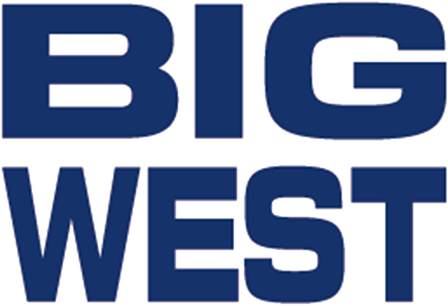
Logotipo o imagen de la agencia de publicidad japonesa Big West Advertising

Big West Advertising Co., Ltd. (BWA) es una agencia de publicidad japonesa. Se les conoce como uno de los patrocinadores de la franquicia Macross en Japón. Big West inicialmente patrocinó las series Super Dimension (超 時空 シリーズ, Cho jiku Shiriizu "), integrada en el orden cronológico de la original Super Dimensional Fortress Macross, Super Dimensional Century Orguss y Super Dimensional Cavalry Southern Cross. Big West también ha patrocinado las secuelas y precuelas diferentes a la serie Macross original y otros anime y varios mangas, líneas de juguetes, álbumes de música y juegos de video relacionados con sus producciones patrocinadas por la que se han publicado sobre todo en Japón.

## Anime producidos y patrocinados
- The Super Dimension Fortress Macross (1982–1983)
- The Super Dimension Century Orguss (1983)
- The Super Dimension Cavalry Southern Cross (1984)
- The Super Dimension Fortress Macross: Do You Remember Love? (1984)
- The Super Dimension Fortress Macross: Flash Back 2012 (1987)
- Idol Tenshi Youkoso Yoko (1990–1991)
- Jankenman (1991–1992)
- Getter Robo Go (1991–1992)
- The Super Dimension Fortress Macross II: Lovers, Again (1992)
- Flower Witch Mary Bell (1992–1993)
- The Irresponsible Captain Tylor (1993)
- Orguss 02 (1993)
- The Irresponsible Captain Tylor OVA (1994–1996)
- Macross Plus (1994)
- Macross 7 (1994–1995)
- Macross 7 The Movie: The Galaxy Is Calling Me! (1995)
- Macross Plus: Movie Edition (1995)
- Macross 7: Encore (1995)
- Voltage Fighter Gowcaizer (1996)
- Apocalypse Zero (1996)
- Macross Dynamite 7 (1997)
- Nessa no Haou Gandalla (1998)
- Macross Zero (2002–2004)
- Macross Frontier: Deculture Edition (2007)
- Macross Frontier (2008)
- Macross Frontier The Movie: The False Diva (2009)
- Macross Frontier The Movie 2: The Wings of Goodbye (2011)
- Macross Delta (2016)